# JP White
Hans Joakim "J.P. White" Petersson (5 de dezembro de 1983, em Falkenberg, Suécia), é um músico conhecido como baixista na banda de sleaze metal Vains of Jenna.

## Biografia
JP e seu irmão mais novo, Emil Petersson (nome artístico Jackie Stone), cresceram em Falkenberg, na Suécia. Durante a adolescência, JP esteve em várias bandas, como na SeventhFarm. Tocou bateria na SeventhFarm, e, mais tarde, passou a tocar bateria em uma popular banda indie sueca, chamada de Nervous Nellie. JP cresceu nos anos 90', na era da música grunge, e ele ainda cita esse gênero musical como sendo muito importante para ele. 
Depois da escola, JP viveu em Oslo, na Noruega, com amigos, então se mudou para Stockholm, Suécia, antes de se mudar de volta para Falkenberg (o que o levaria ao início do Vains of Jenna).

## Vains of Jenna

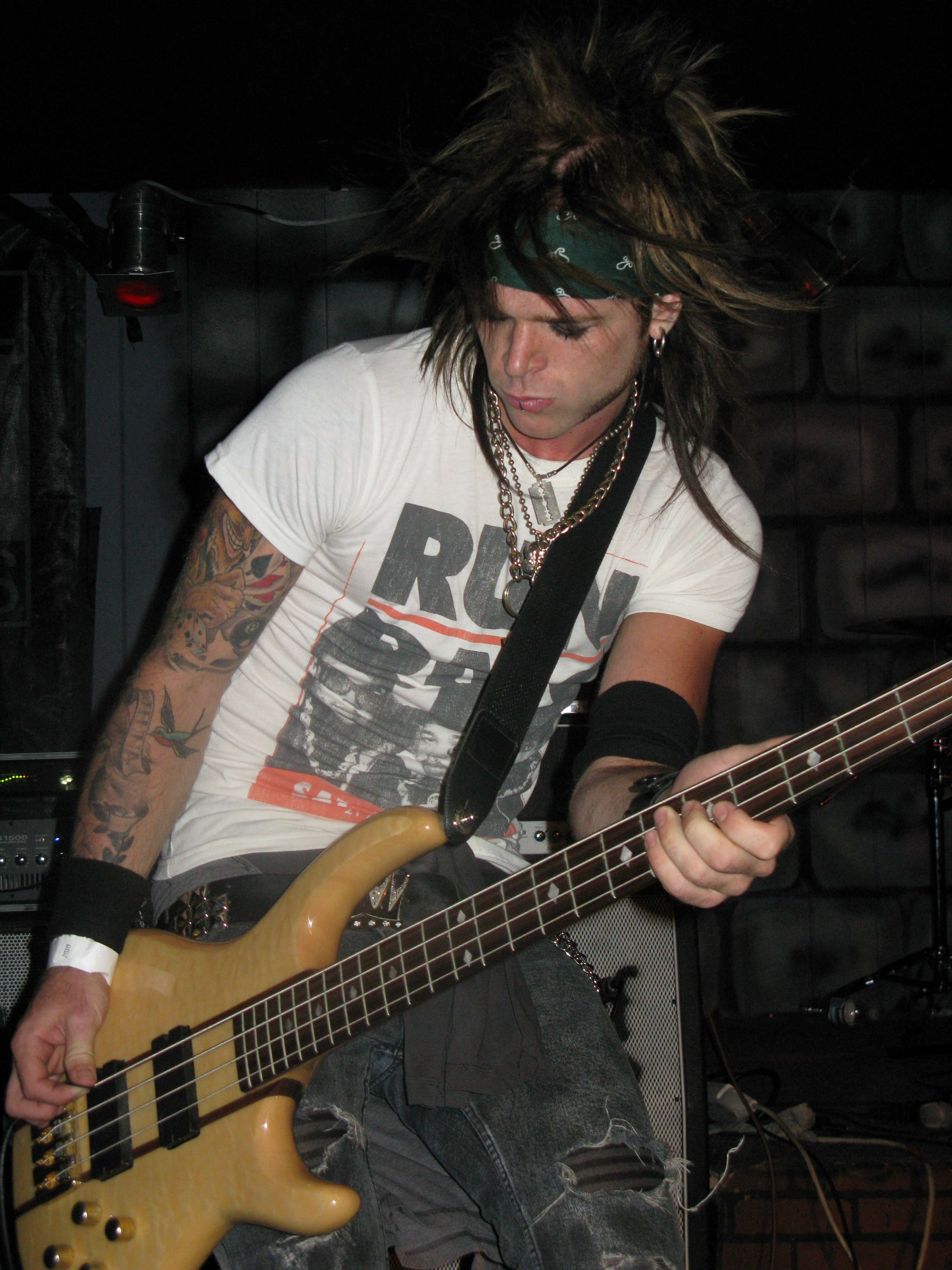

No início de 2005, JP se mudou de volta para Falkenberg, depois de ter morado na Noruega por um tempo. Quando retornou, se reuniu com seu velho amigo Lizzy DeVine; eles formaram uma banda com o irmão de JP, Jacki, e o amigo de Jacki, Nicki Kin. O nome "Vains of Jenna" veio quando JP viu uma lista de nomes de bandas em um pedaço de papel, depois de ter saído de uma festa. "Vains of Jenna" era o primeiro nome da lista e JP achou que parecia legal.
Após postar um demo de uma música deles na internet, Vains of Jenna foi convidada para se apresentar no Whiskey A Go Go, na Califórnia. Logo depois, a banda toda se mudou para Los Angeles. Em 2006, a banda conheceu o skatista profissional, e famoso da MTV, Bam Margera. Bam gostou tanto de Vains of Jenna que criou uma gravadora, Filthy Note Records, só para Vains of Jenna poder cantar. A banda abiur a turnê Poison/Ratt, em 2007, eles também tocaram na Bam Magera Presents Viva La Bands tour, junto com a banda de metal alternativo CKY, a banda de heavy metal Gwar e a banda de symponhic black metal Cradel of Filth.
A banda ganhou muitos fãs, parcialmente devido à seu estilo glam metal dos anos 80'. Em 2012, Lizzy DeVine deixou a banda; ele foi substituído por Jesse Forte. A banda abandonou seu original tema sleaze/glam metal, o que "irritou" alguns de seus fãs. Em janeiro de 2012, após dois anos com Jesse como vocalista, a banda decidiu encerrar as atividades.

## Artista
Além de ser baixista, JP também é um artista sob o nome de White Art Line. Ele tem um Facebook e uma página no MySpace, onde posta fotografias sobre/e vende suas artes. 
JP foi o responsável pela cinematografia do clip do single "Eberybody loves you when you're dead", do Vains of Jenna, em 2010. 
As influências na sua carreira de artista, conforme citações de JP, são Jean-Michel Basquiat, Andy Warhol, e Salvadore Dali.

## Pós Vains of Jenna
Quando a banda acabou, JP relatou estar focado nas suas artes e agora, novamente, reside em Falkenberg, Suécia. Ele também é narrador do documentário "The Visios of Paolo Soleri", sobre a vida do arquiteto e artista Paolo Soleri.

## Artes e influências
No Vains of Jenna, JP tocava um Carvin SB4000 branco personalizado com seu nome pintado na cabeça do baixo. Também tocou um Fender Jazz. 
Algumas das maiores influências musicais de JP são Nirvana, Gun's 'N Roses, Red Hot Chilli Peppers, Metallica, The Rolling Stones, Mötley Crüe, Aerosmith, Sex Pistols, The Clash e Backyard Babies.

## Discografia
- SeventhFarm - título do álbum desconhecido (aproximadamente 2000) - baixo.
- Vains of Jenna - "The Demos" (2005) - baixo e vocal de apoio.
- Vains of Jenna - "Lit up/Let down" (2006) - baixo e vocal de apoio.
- Bam Magera Present's - Viva La Bands volume 2 (2007) - "Enemy in me" - Vains of Jenna
- Vains of Jenna - "The Art Of Telling Lies" (2009) - baixo e vocal de apoio.
- Vains of Jenna - "Reverse Tripped" (2011) - baixo e vocal de apoio.

## TV e Filmes
- The Vision of Paolo Solari (2012) - narrador
- LA Ink (2008) - um episódio como ele mesmo
- Bam's Unholy Union (2007) - dois episódios como ele mesmo
- Playboy TV New Year's Eve Special (2006) - ele mesmo

## Outros
JP apareceu em dois episódios de Bam's Unholy Union, em 2007, (Festa de licenciatura e O Casamento). Ele também esteve em um episódio de LA Ink, do TLC, com o Vains of Jenna, e JP apareceu no livro de amigos e Kat Von D, High Voltage Tattoo.